# The Silent Jazz Ensemble
The Silent Jazz Ensemble ist eine deutsche Musikgruppe, die sich im Grenzbereich des Jazz bewegt. Zunächst ein Quintett, operiert die Gruppe unter der Leitung von Helmut Engel-Musehold nun als Quartett.

## Geschichte
Gegründet wurde das Ensemble 1984 von den Musikern Helmut Engel-Musehold (fl, sax, key), Gebhard Ullmann (fl, sax, bcl) und Volker Heller (fl, sax, key). 1989 erschien auf dem Label Biber Records der erste, gleichnamige Tonträger, The Silent Jazz Ensemble, mit den Musikern Helmut Engel-Musehold, Gebhard Ullmann, Volker Heller, Martin Lillich (b) und Ulrich Moritz (dr, perc); produziert wurde dieses Album von Friedemann Witecka, der auch Ukulele spielte. Unter Leitung von Helmut Engel-Musehold folgten in zunächst gleicher, dann teils wechselnden Besetzung mit einigen Gastmusikern zwei weitere Alben, Kashina (1991) und Birds of Passage (1996). Insgesamt wurden in Deutschland von den drei CDs über 25.000 Exemplare verkauft. Somit avancierte das Silent Jazz Ensemble zu einer der in jenen Jahren kommerziell erfolgreichsten deutschen Musikgruppen im Jazz, die Touren in Deutschland und Europa sowie zahlreiche Rundfunk- und Fernseh-Auftritte absolvierte.
2014, nach einer Pause von fast 15 Jahren, entschloss sich Engel-Musehold zu einem Revival der erfolgreichen Band und veröffentlichte bei Double Moon Records die neue CD Nightwalker, zusammen mit den Musikern Roberto Badoglio (b) und Ray Kaczynski (dr). Gleichzeitig erschien bei Biber Records eine weitere CD unter dem Titel Retrospective Images, eine „Best-of“-Kompilation der drei zuvor veröffentlichten Tonträger, die nicht mehr im Handel sind.
Im November 2022 erschien bei dem Schweizer Label Unit Records ein neues, das fünfte Album mit dem Titel "Memories Of The Future", das Helmut Engel-Musehold (fl, bfl, ss) zusammen mit den Musikern Roberto Badoglio (b, p) Ulrich Moritz (dr, perc), der wieder Mitglied des Ensembles ist und Simon Rainer (git) eingespielt hat.

## Rezeption
In einer Besprechung des Albums Birds of Passage schrieb die MusikWoche/mediabiz:

„Wie Zugvögel ziehen hier die schönen Melodien vorbei, die Helmut Engel und Gebhard Ullmann mit einem ganzen Arsenal von Flöten und anderen Blasinstrumenten spielen. … Geheimnisvolle Choräle rauhen den harmonischen Fluß auf.“

## Auszeichnungen
- 1985 Gewinner des Jazzwettbewerbes des Berliner Senats
- 1990 „Jazz-CD des Monats“ im Fachmagazin HiFi-Vision
- 1991 „Kopfhörer-Platte des Jahres“ der Zeitschrift HiFi-Vision
- 2015 „Audiophile Jazz-CD des Monats“ der Zeitschrift Stereoplay
- 2019 Gewinner des Jazzwettbewerbes des Berliner Senats

## Diskografie
- CD/LP The Silent Jazz Ensemble, Biber / in-akustik 66401 (1989)
- CD, Kashina, Biber / in-akustik 66471 (1991)[2]
- CD, Birds of Passage, Biber / in-akustik 66631 (1996)[3]
- CD, Nightwalker, Double Moon DMCHR 71145 (2014)[4]
- CD, Retrospective Images, Biber / in-akustik 76851 (1989–1996; ed. 2014)
- CD Nightwalker (Double Moon Records 2014)
- CD Memories of the Future (Unit Records 2022)[5]

## Ehemalige Mitglieder
- Gebhard Ullmann
- Volker Heller
- Martin Lillich
- Henning Schmiedt (1996)
- Michael Rodach (1998)
- Carlos Bica (1998)
- Christian Wasdaris